# Act Naturally
Act Naturally è un singolo del cantante Buck Owens con il suo gruppo musicale, i Buckaroos. Fu il primo numero uno in classifica di Owens. È stata considerata la centosessantanovesima migliore canzone country nel 2002 dal sito Shelly Fabian of About, che ha stilato la lista Top 500 Country Music Songs. Ha avuto molte cover, fra cui una dei Beatles, di Loretta Lynn ed una di Dwight Yoakam.

## Descrizione

### Origine
L'autore, Johnny Russel, all'inizio degli anni sessanta, viveva a Freno, in California, e alcuni suoi amici gli chiesero di unirsi a loro per una registrazione che si sarebbe svolta a Los Angeles; la data coincideva con quella di un appuntamento con la sua fidanzata, che dovette disdire. Quando lei gli chiese il motivo, lui risposte che lo avrebbero messo in un film e che lo avrebbero reso una grande star, che sono i versi iniziali del brano. Lo stesso giorno scrisse il brano, e provò a inciderlo con i suoi amici, che però fallirono nell'impresa, per cui decise di farlo da solo. Il suo produttore però rifiutò la proposta, pensando che una canzone sul cinema non potesse diventare una hit.
La struttura musicale presentava come apertura una strofa, poi il ritornello; il ritornello compariva nuovamente dopo due strofe, e il brano era concluso da un'ultima strofa.

### Registrazione

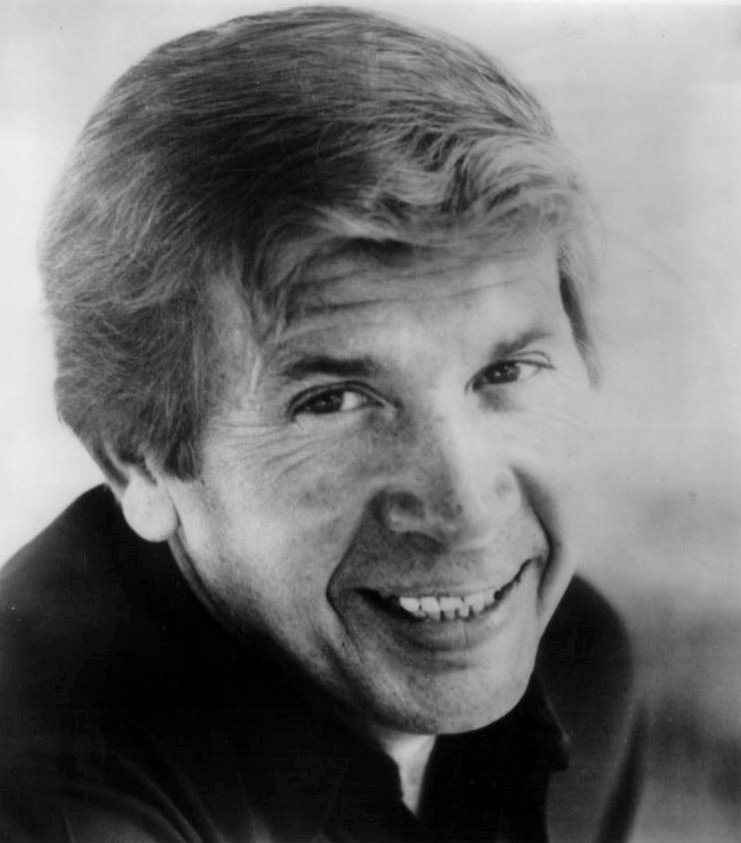
Buck Owens

Circa due anni dopo il rifiuto del produttore, Russell stava componendo con Voni Morrison, che aveva lavorato con Buck Owens. A quest'ultimo Russel la fece ascoltare, e, su proposta della Morrison, la cedette a lui. Owens non apprezzava molto la canzone, mentre già un membro dei Buckaroos, che aveva ascoltato il demo, l'apprezzava. Dopo aver parlato a telefono con Russel, decise di registrarla e pubblicarla. Il compositore gli diede i diritti d'autore.
Venne registrata il 12 febbraio 1963 agli studi della Capitol Records di Hollywood, ed il singolo venne pubblicato l'11 marzo dello stesso anno. Poco più di un mese aprile entrò nelle classifiche country di Billboard, e il 15 giugno arrivò al primo posto, dove stazionò per quattro settimane. In totale è stata 28 settimane sulle classifiche. Fu seguita da altri venti "numeri uno" per Owens.

## Versione dei Beatles

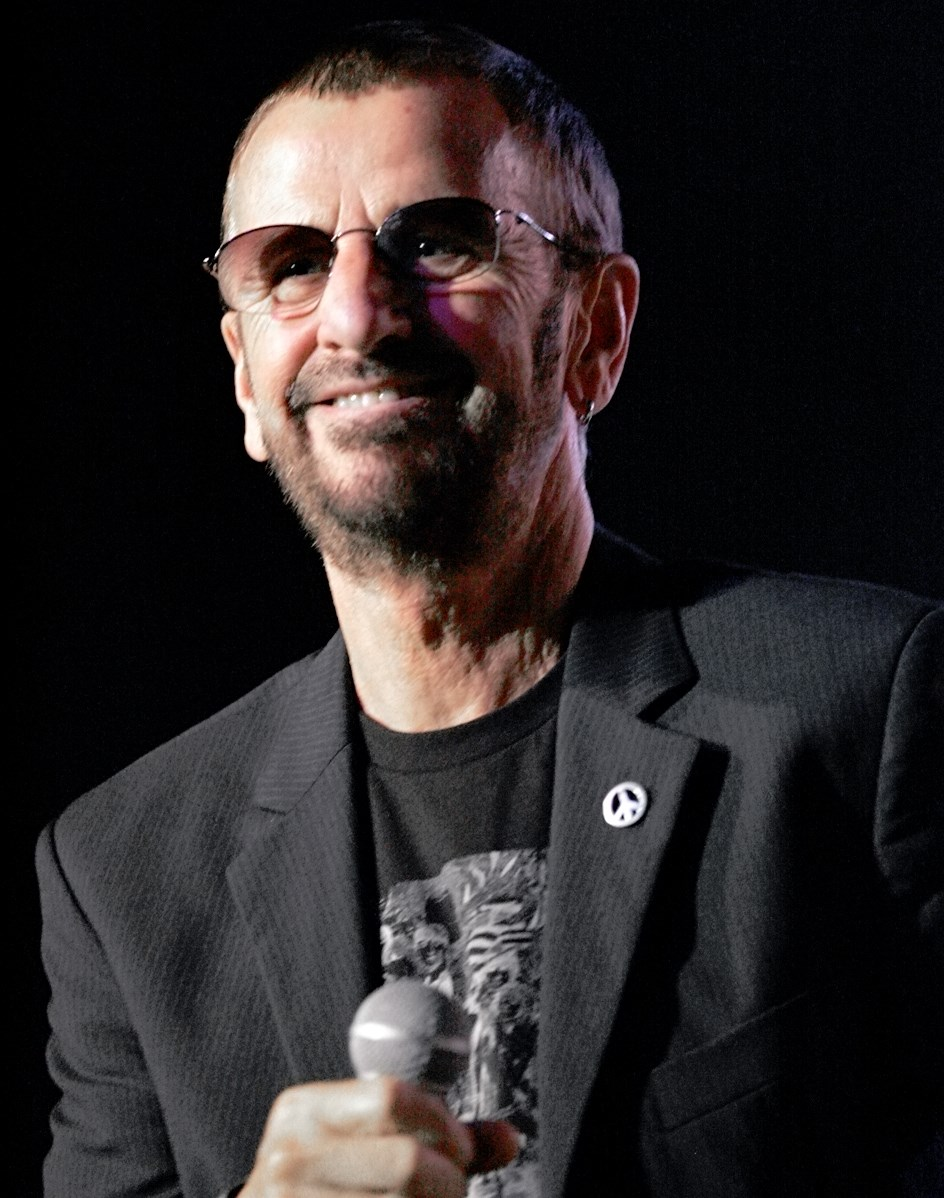
Ringo Starr, vocalist del pezzo

Ringo Starr, per tradizione, aveva in ogni album dei Beatles un brano da cantante, con rarissime eccezioni. Per il film Help!, volendo dare un'esecuzione anche al batterista, Lennon e McCartney composero If You've Got Trouble, un brano che scartarono e che venne da loro considerato tanto negativamente da non venire donato a nessun artista, prassi degli "scarti" dei Beatles. Non disponendo di materiale originale, i Beatles chiesero a Ringo di trovare una canzone che gli sarebbe piaciuto cantare. Starr scelse Act Naturally, canzone tra l'altro in sintonia con il suo ruolo da protagonista nel film Help!. La canzone venne inclusa in molti live dei Beatles, fra cui quello al Shea Stadium e quello dell'Ed Sullivan Show; il brano veniva alternato con la canzone I Wanna Be Your Man. Fu l'ultima cover dei Beatles ad essere incisa fino alle Get Back/ Let It Be Sessions del 1969. Venne registrata il 17 giugno 1965 su 13 nastri; il mix, sia mono che stereo, venne svolto l'indomani sull'ultimo nastro registrato. I Beatles non avevano mai eseguito il brano prima di quel momento. Gli accordi utilizzati dalla band erano Re maggiore settima, Sol maggiore e Do maggiore nel ritornello, mentre nella strofa Re maggiore, La maggiore settima e Sol maggiore. Sia l'intro che l'assolo sono formati da Sol maggiore e Re settima maggiore.
In Europa la canzone venne pubblicata sull'album Help!. La versione americana dell'album includeva solo le canzoni presenti sul film, per cui venne lasciata fuori. La Capitol Records però pubblicò il singolo Yesterday/Act Naturally; il lato B arrivò al quarantasettesimo posto. Non vennero pubblicati su nessun album fino a Yesterday and Today. Nella ristampa della Apple Records del 1971, i lati furono invertiti. La versione dei Beatles è nella tonalità del Sol maggiore

## Duetto Owens - Starr
Il 27 marzo 1989, Buck Owens e Ringo Starr, i due più celebri interpreti della canzone, si incontrarono per registrarne una nuova versione, prodotta da Jerry Crutchfield e Jim Shaw. Tra il 23 e il 29 giugno dello stesso anno venne registrato il videoclip, con Starr e Owens vestiti da cowboys. Al lato B del singolo c'era una cover, registrata dal solo Owens, del brano The Key's in the Mailbox. Il brano apparve nelle classifiche country al ventisettesimo posto, e fu candidato a vari premi, che però non vinse. In Canada arrivò al cinquantesimo posto. Non era la prima volta che un beatle appariva sulle classifiche country: i Wings di McCartney, a metà degli anni settanta, vi entrarono con la canzone Sally G..

### Ringo Starr
Ringo Starr ha eseguito spesso la canzone nei suoi live, e l'ha inclusa negli album The Anthology..So Far (2001), King Biscuit Flower Hour Presents Ringo & His New All-Starr Band (2002), Extended Versions (2003), Ringo Starr and Friends (2006), Ringo Starr: Live at Soundstage (2007), Ringo Starr & His All Starr Band Live 2006 (2008) e Live at the Greek Theatre 2008 (2010). Ringo Starr era un grande amante del genere country & western, tanto da pubblicare Beaucoups of Blues, un album di cover country; come ricorda John Lennon, a Liverpool prima si era diffuso il country & western, il blues e il folk, e solo successivamente il rock.